# ماركو شانك
ماركو شانك هو كاتب ومؤلف وسياسي لوكسمبورغي، ولد في 10 أكتوبر 1954 في Ettelbruck ‏ في لوكسمبورغ. نشط حزبياً في حزب الشعب المسيحي الاجتماعي. وقد انتخب نائب ‏ عن دائرة North (Chamber of Deputies of Luxembourg constituency) ‏ وقد انضم خلال فترته النيابية ‏ ( – 23 يوليو 2009) للكتلة البرلمانية حزب الشعب المسيحي الاجتماعي وانتخب نائب ‏ عن دائرة North (Chamber of Deputies of Luxembourg constituency) ‏ خلال فترته النيابية ‏ (30 أكتوبر 2018 – ) وانتخب minister for Housing ‏ (23 يوليو 2009 – 4 ديسمبر 2013).